# Henry Condell

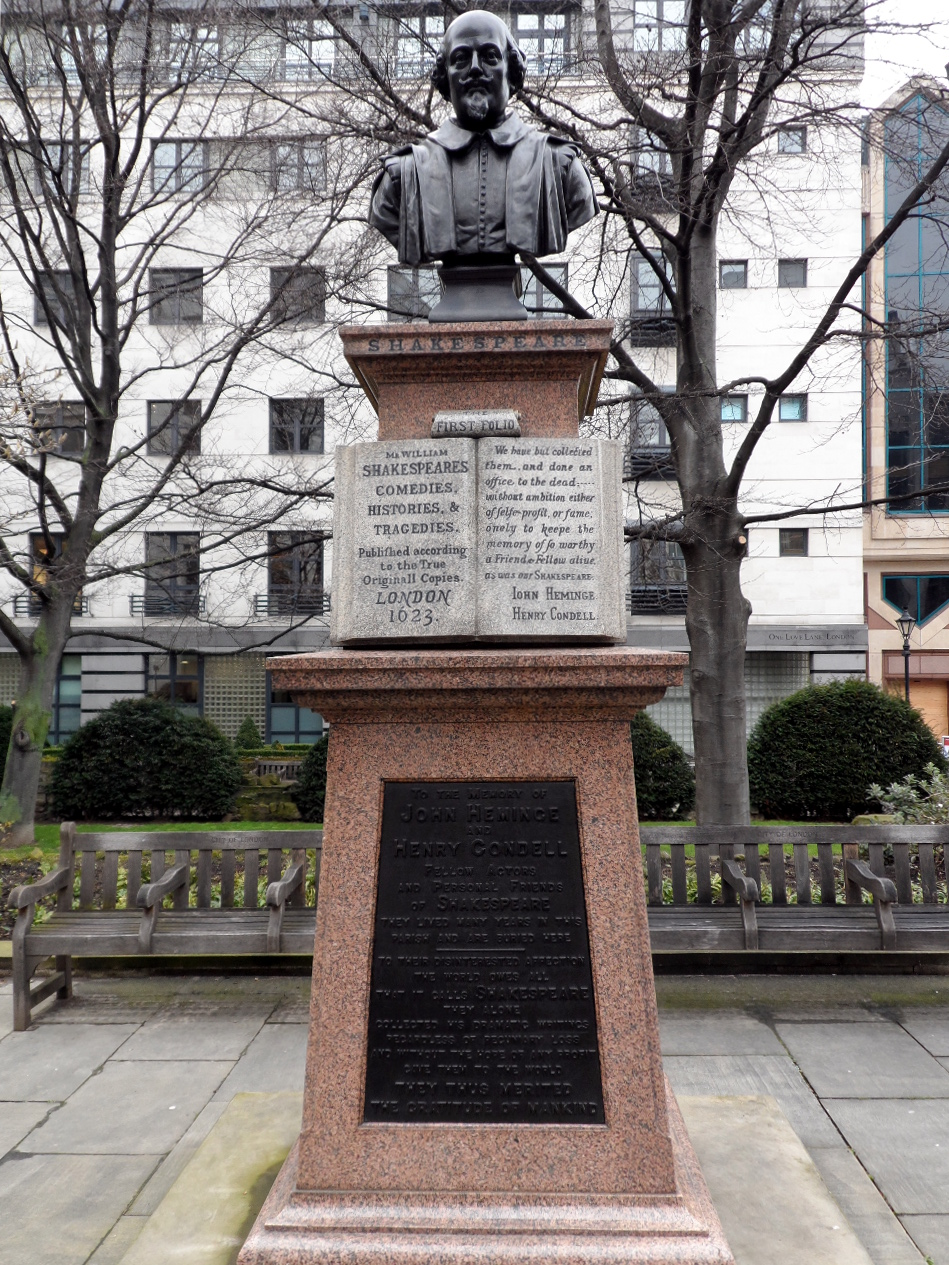
Memorial to John Heminge and Henry Condell, London

Henry Condell foi um ator da King's Men, a companhia de teatro para a qual William Shakespeare escreveu. Participou junto com John Heminges na publicação póstuma da coleção de obras teatrais de Shakespeare, conhecida como First Folio.
Condell aparece no filme de 1998 Shakespeare in Love, sendo interpretado por Nicholas Boulton.